# Hans Multscher

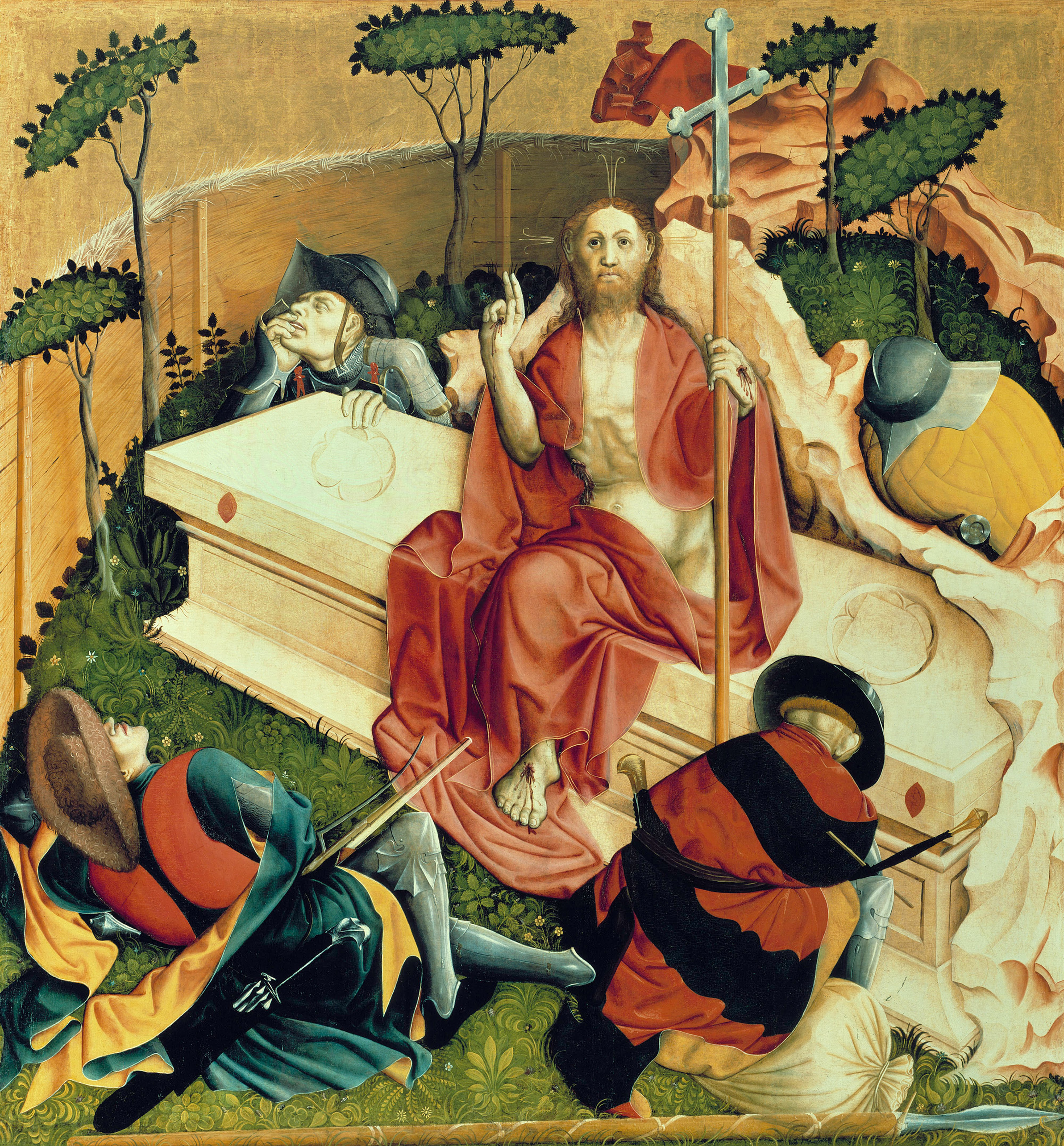
A Ressurreição de Cristo, 1437, Gemäldegalerie, Berlim

Hans Multscher  (1390/1400 em Reichenhofen, atualmente Leutkirch im Allgäu - 1467 em Ulm) foi um dos mais importantes iluminadores góticos do começo do Renascimento na Alemanha. É considerado o pinotr alemão mais importante da primeira meta de século XV, junto a Conrad Witz.
Depois de crescer em sua terra natal de Leutkirch, estudou, talvez com Claus Sluter, as inovações artísticas do norte da França e dos Países Baixos. Em 1427 foi aceito como cidadão livre de Ulm. Em seu famoso ateliê participou também seu irmão Heinrich Multscher.
Cultivou um estilo realista com influências flamengas, muito mais que Mestre Francke e Stefan Lochner. É considerado um dos fundadores da Escola de Ulm. 